# Le Devoir (sculpture)
Pour les articles homonymes, voir Le Devoir (homonymie).

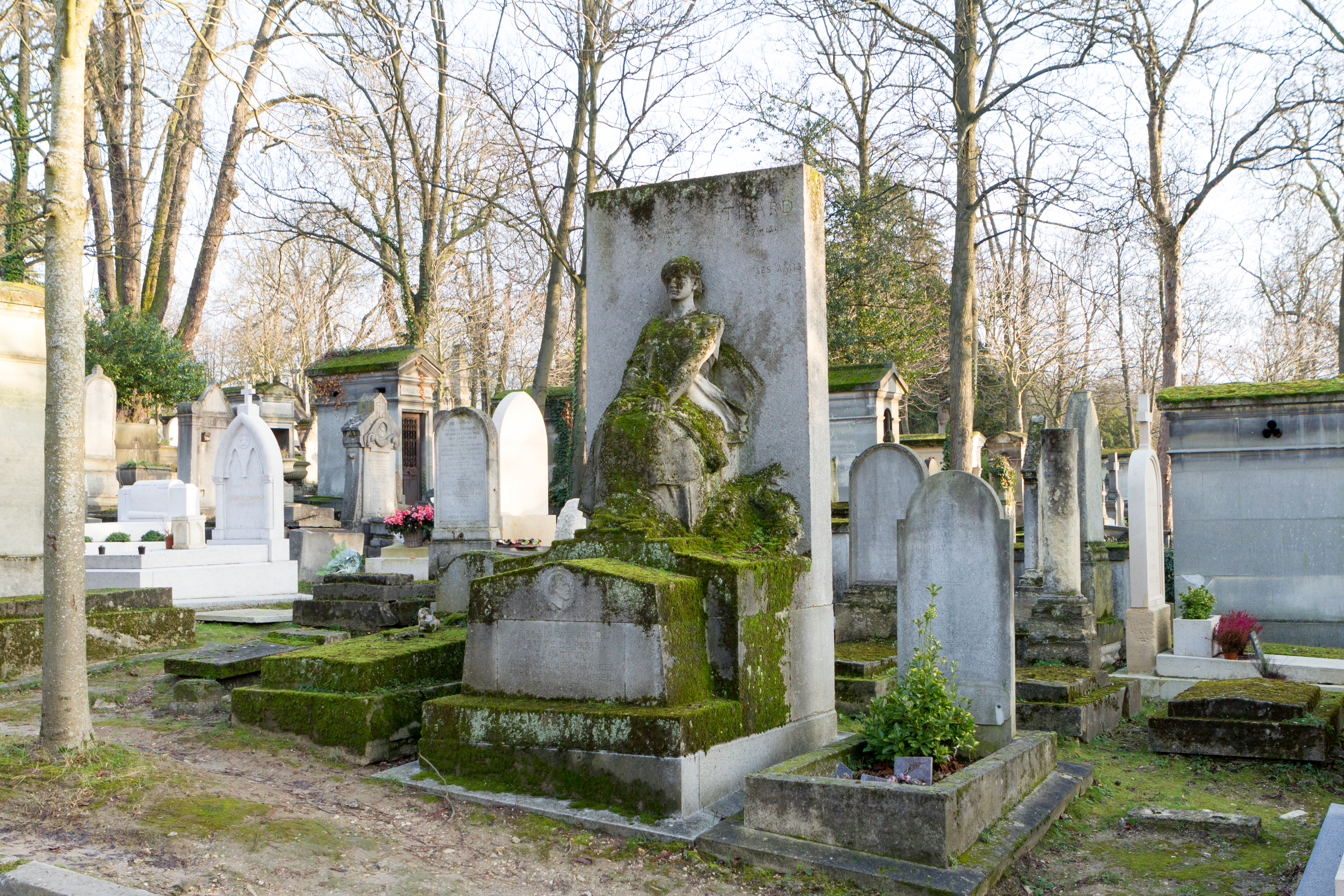
La statue du Devoir, sur la tombe de Pierre Tirard, au cimetière du Père-Lachaise

Le Devoir  est une statue en marbre du sculpteur français René de Saint-Marceaux représentant un homme assis, en grandeur nature, « dans l'attitude de la fermeté ». Réalisée dans la deuxième moitié des années 1890, à la suite d'une commande faite pour honorer la mémoire de Pierre Tirard (1827-1893), député républicain de la Seine et président du Conseil, elle se trouve sur sa tombe au cimetière du Père-Lachaise (division 51) à Paris. Elle est protégée, conjointement avec plusieurs autres monuments funéraires de cette division, au titre des Monuments historiques.
Saint-Marceaux fit don d'une sculpture similaire en pierre au lycée de Reims (aujourd'hui le collège Université) où il avait été élève. Retirée pour la protéger au début de la Première Guerre mondiale, cette sculpture est probablement celle qui se trouve aujourd'hui dans les réserves du musée des beaux-arts et d'archéologie de Châlons-en-Champagne.

Une sculpture en plâtre du Devoir a été donnée à la ville de Vichy en 1928 par la salonnière Marguerite de Saint-Marceaux, veuve du sculpteur, pour décorer le nouvel hôtel de ville, inauguré cette année-là. Son fils, Georges Baugnies de Paul de Saint-Marceaux , était alors le président de la Compagnie fermière de Vichy.
Mme de Saint-Marceaux avait autorisé la réalisation d'une reproduction en bronze pour orner le monument du Souvenir français dans le cimetière de cette ville. Réalisée par le fondeur parisien Barbedienne, cette statue fut inaugurée cette année 1928, au centre du carré militaire du cimetière, pour le 10e anniversaire de l'Armistice.

## Galerie photos

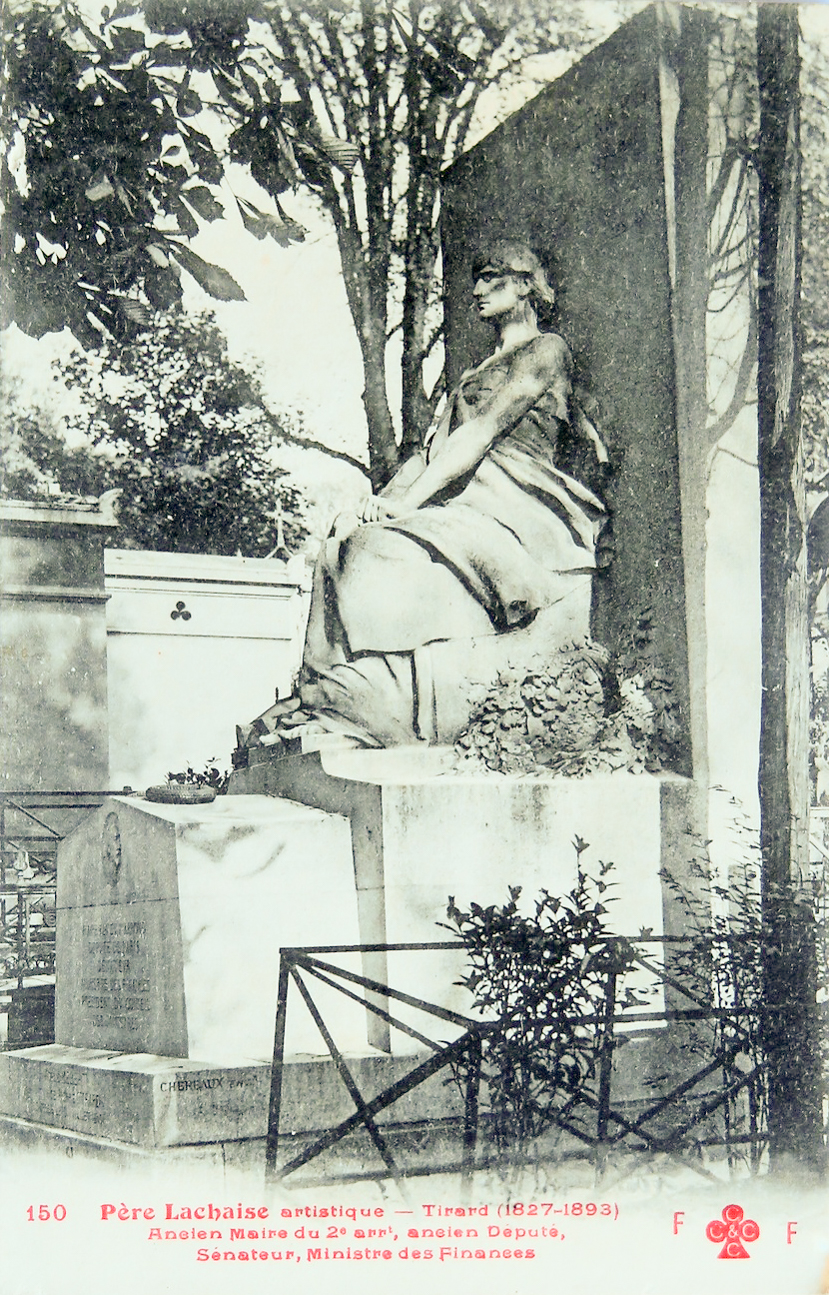
Carte postale ancienne de la collection Le Père Lachaise historique de Fernand Fleury (fin XIXe/début XXe)
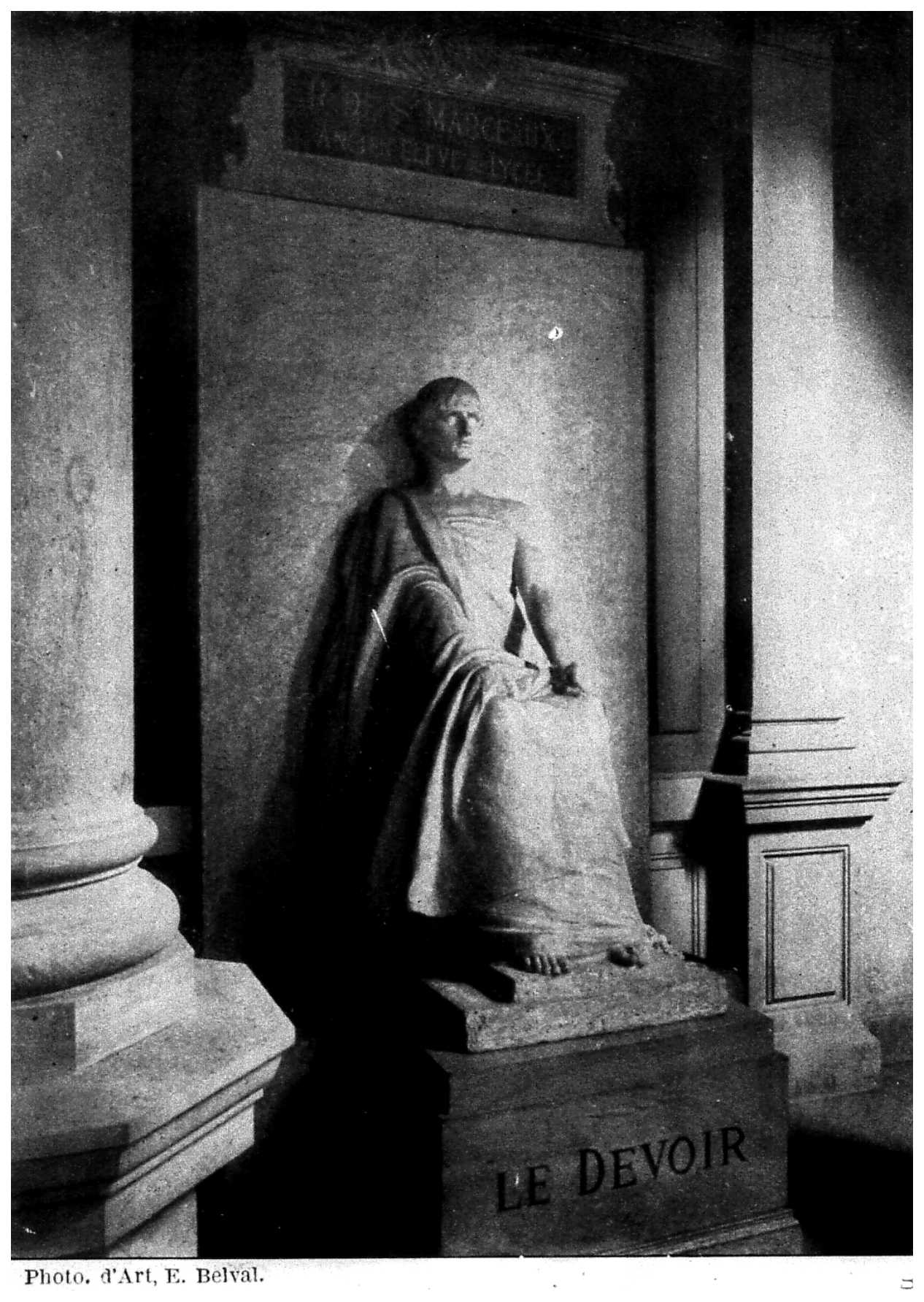
Statue au lycée de Reims avant la Première Guerre mondiale
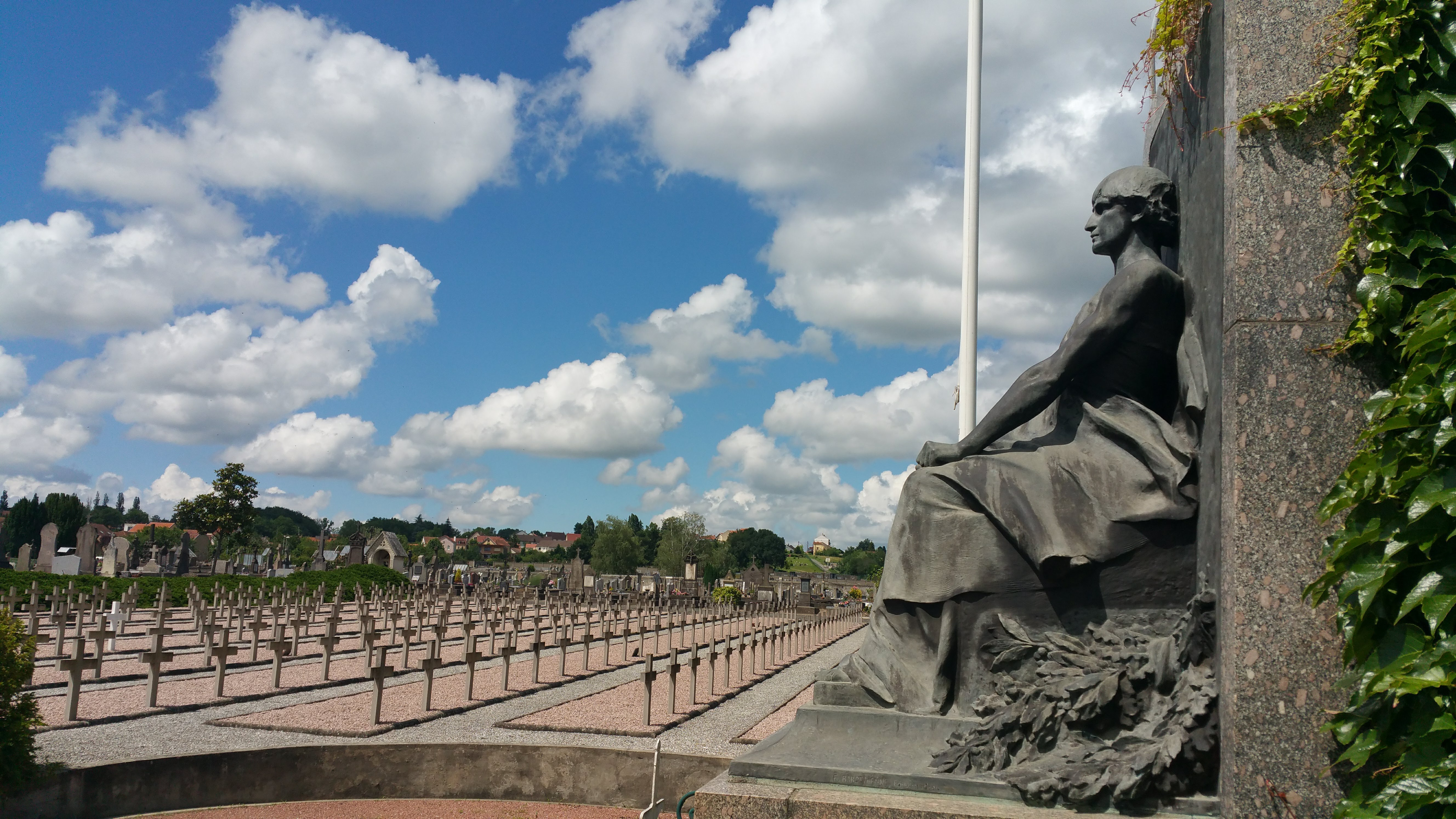
Statue de bronze du Monument du souvenir français au carré militaire du cimetière des Bartins à Vichy.
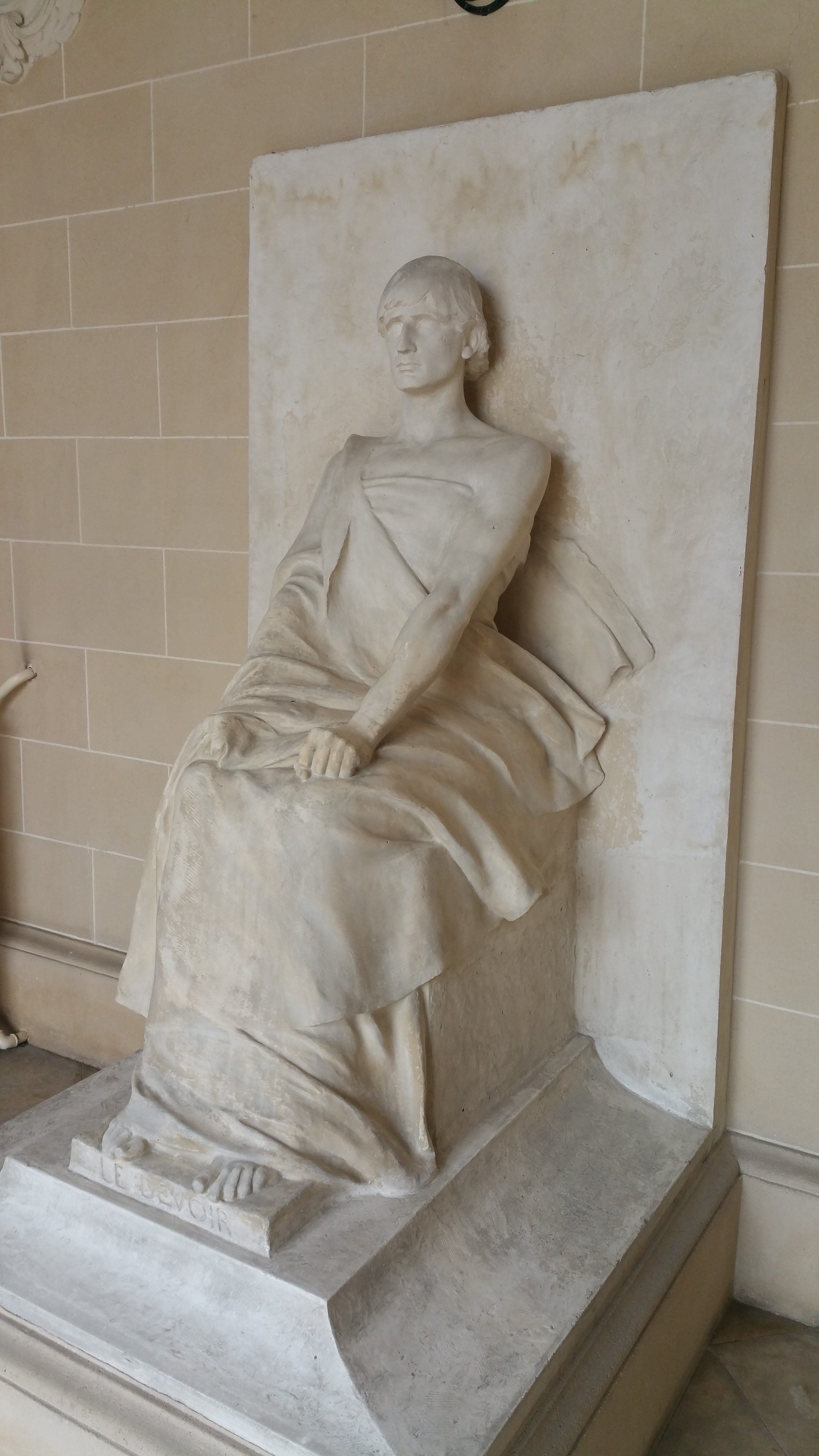
Statue en plâtre dans le hall d'entrée à l'arrière de l'hôtel de ville de Vichy.